# Fitelefantòidies
Phytelephantoideae és una subfamília de plantes arecàcies (palmeres). Són palmeres monoiques. La seva distribució és a Amèrica del Sud: Conca de l'Amazones, a Bolívia, l'Equador i el Perú, i a la costa nord-oest de Colòmbia, i interior de Veneçuela i Panamà.

## Gèneres
- Ammandra - Phytelephas - Aphandra